# Euphyia testaceolata
Euphyia testaceolata är en fjärilsart som beskrevs av Otto Staudinger 1871. Euphyia testaceolata ingår i släktet Euphyia och familjen mätare. Inga underarter finns listade i Catalogue of Life.